# Thada (Népal)
Thada (en népalais : ठाडा) est un comité de développement villageois du Népal situé dans le district d'Arghakhanchi. Au recensement de 2011, il comptait 9 121 habitants.